# 劳恩海姆
劳恩海姆（發音：[ˈʁaʊnˌhaɪm] ⓘ）是德国黑森州达姆施塔特行政区大盖劳县的城市，面积12.6平方千米，2023年12月31日人口为16,564人。

## 友好城市
- 法國 勒泰伊（1973年）
- 義大利 特罗法雷洛（1986年）